# Bombyx dapsilis
Bombyx dapsilis är en fjärilsart som beskrevs av Perty 1833. Bombyx dapsilis ingår i släktet Bombyx och familjen silkesspinnare. Inga underarter finns listade i Catalogue of Life.